# Gran Collare di Badr
Il Gran Collare di Badr è la più alta onorificenza dell'Arabia Saudita.

## Storia
L'onorificenza è stata istituita nel il 20 marzo 1971 da re Faysal dell'Arabia Saudita e la dedicò alla battaglia di Badr, la prima vinta dai musulmani di Medina.

## Assegnazione
La decorazione viene assegnata in genere a persone di sangue reale, sovrani, principi e capi di Stato che professano l'Islam, anche se sono state fatte diverse eccezioni, come nei casi della regina Elisabetta II del Regno Unito o dell'imperatore del Giappone Akihito.

## Insegne
- Il Gran Collare è composto da diciotto collegamenti in oro a forma di due rami di palma, sovrapposti con due spade. Il collegamento centrale ha la forma dello stemma dell'Arabia Saudita, due sciabole sotto una palma.
- Il distintivo ha la forma di una stella a sette punte smaltata di verde con al centro un medaglione smaltato di bianco con all'interno l'iscrizione "Non c'è dio all'infuori di Allah, e Maometto è il suo messaggero" (in arabo: ا إله إلا الله محمد رسول الله).

## Insigniti notabili
- Elisabetta II del Regno Unito
- Ahmad Shah di Pahang (Malesia)
- Azlan Shah di Perak (Malesia)
- Khalifa bin Hamad al-Thani (Qatar)
- Tuanku Syed Sirajuddin (Malesia)
- Akihito (Giappone)
- Husayn di Giordania
- Mohammad Reza Pahlavi (Iran)
- Nursultan Ábishuly Nazarbaev (Kazakistan)
- Jabir III al-Ahmad al-Jabir Al Sabah (Kuwait)
- Qabus dell'Oman
- Hassan II del Marocco
- Muhammad V di Kelantan (Malesia)